# Magnia Urbica
Magnia Urbica foi uma imperatriz-consorte romana, esposa do imperador Carino. Ela recebeu o título de "mater castrorum, senatus ac patriae" ("mãe dos exércitos, do senado e da pátria").
Seu casamento ocorreu antes da ascensão do marido ao trono e provavelmente se deu em sua primeira visita à cidade de Roma. Do casamento nasceu provavelmente o único filho do casal, Nigriano, mas ele provavelmente morreu antes que o avô, Marco Aurélio Caro, subisse ao trono em 282.